# Amtdi
Amtdi  (in arabo امتدي‎?) è un centro abitato e comune rurale del Marocco situato nella provincia di Guelmim, regione di Guelmim-Oued Noun. Conta una popolazione di 1 472 abitanti (censimento 2014).